# Dieter Buttgereit
Dieter Buttgereit (* 28. November 1932 in Eiringhausen; † 23. November 2010) war ein deutscher Unternehmer.

## Leben
Geboren und aufgewachsen im heutigen Plettenberger Stadtteil Eiringhausen, besuchte Buttgereit die dortige Volks- und später Realschule. Nach einer zweijährigen Lehre zum Industriekaufmann bei der Gesenkschmiede W. Wagner (Köbinghauser Hammer) gründete er 1962 die Plettenberger Eisenwaren GmbH. Aus ihr ging später die Plettac AG hervor. Im Jahre 1993 erfolgte der Börsengang der Firma. Im Oktober 1994 übergab er den Vorsitz als CEO an Jürgen Schwerike. Das Unternehmen erzielte zu diesem Zeitpunkt einen Jahresumsatz von 700 Mio. DM mit 2600 Mitarbeitern.
Buttgereit verstarb am 23. November 2010. Das Requiem fand am 27. November 2010 in der Pfarrkirche St. Johann Baptist in Eiringhausen statt. Anschließend wurde er auf dem dortigen Friedhof begraben.

## Ehrungen
- Mitbegründer Junge Union Plettenberg, 1961
- Stadtrat Plettenberg
- Aufsichtsrat Stadtwerke Plettenberg
- Vorsitzender TuS Plettenberg, 1974–1982
- Wappenteller Stadt Plettenberg, 1975
- Ehrenring Stadt Plettenberg, 1979
- Bundesverdienstkreuz am Bande (25. Juli 1988)[3]

## Veröffentlichungen
- Gerüste; Buttgereit Dieter,  Rolf Koschade, Werner Roswandowitsch; Berlin : Ernst, 1991, 208 S.